# Liste der Baudenkmäler in Gerach (Oberfranken)
Auf dieser Seite sind die Baudenkmäler in der oberfränkischen Gemeinde Gerach zusammengestellt. Diese Tabelle ist eine Teilliste der Liste der Baudenkmäler in Bayern. Grundlage ist die Bayerische Denkmalliste, die auf Basis des Bayerischen Denkmalschutzgesetzes vom 1. Oktober 1973 erstmals erstellt wurde und seither durch das Bayerische Landesamt für Denkmalpflege geführt wird. Die folgenden Angaben ersetzen nicht die rechtsverbindliche Auskunft der Denkmalschutzbehörde.
 Diese Liste gibt den Fortschreibungsstand vom 27. September 2023 wieder und enthält 16 Baudenkmäler.

## Baudenkmäler nach Ortsteilen

### Gerach
| Lage                                                                   | Objekt                                                       | Beschreibung | Akten-Nr.              | Bild           |
| ---------------------------------------------------------------------- | ------------------------------------------------------------ | --- | ---------------------- | -------------- |
| Am Kirchberg 2 (Standort)                                              | Katholische Kuratiekirche St. Veit                           | Sandsteinquaderbau, dreigeschossiger Chorturm mit Zeltdach, Langhaus, Saalbau mit Satteldach, erste Hälfte 13. Jahrhundert, Überarbeitung 1591/92, Streben wohl nach 1600, Sakristeianbau; mit Ausstattung | D-4-71-133-1           | weitere Bilder |
| Am Kirchberg 3 (Standort)                                              | Kelleranlage am Kirchberg                                    | Rundbogige Eingänge, 17./18. Jahrhundert, ein Keller bezeichnet mit „1875“ | D-4-71-133-5 Wikidata  | weitere Bilder |
| Friedhofweg 5 (Standort)                                               | Kirchhofbefestigung                                          | 15./18. Jahrhundert, in Resten erhalten | D-4-71-133-2 Wikidata  | weitere Bilder |
| Friedhofweg 5 (Standort)                                               | Kruzifix                                                     | Sandstein, 1875 | D-4-71-133-16 Wikidata | weitere Bilder |
| Hauptstraße; bei Nr. 38 (Standort)                                     | Wegkreuz                                                     | Sandstein, um 1880 | D-4-71-133-7 Wikidata  | weitere Bilder |
| Hauptstraße 12 (Standort)                                              | Kleinbauernhaus                                              | Eingeschossiger Satteldachbau, Giebel Fachwerk, 18. Jahrhundert, Wohnteil massiv ausgebaut, Stall im Untergeschoss                                                                                         | D-4-71-133-4 Wikidata  | weitere Bilder |
| Hauptstraße 24 (Standort)                                              | Kleinbauernhaus                                              | Eingeschossiger, giebelständiger Halbwalmdachbau, Fachwerk, Anfang 19. Jahrhundert | D-4-71-133-6 Wikidata  | weitere Bilder |
| Kindergartenweg 8 (Standort)                                           | Nebengebäude des ehemaligen Gasthauses zum Goldenen Hirschen | Erdgeschoss massiv, Obergeschoss konstruktives Fachwerk, Walmdach, erste Hälfte 19. Jahrhundert | D-4-71-133-8 Wikidata  | weitere Bilder |
| Kindergartenweg 10 (Standort)                                          | Ehemaliges Gasthaus zum Goldenen Hirschen                    | Zweigeschossiger Satteldachbau, massiv und verputzt, mit Fensterschürzen, barockisierende Formen, Ende 19. Jahrhundert                                                                                     | D-4-71-133-9 Wikidata  | weitere Bilder |
| Nähe Friedrichstraße, an der Ecke Lorenzen-/Friedrichstraße (Standort) | Kruzifix                                                     | Sandstein, bezeichnet mit „1892“; | D-4-71-133-15 Wikidata | weitere Bilder |
| Nähe Reckendorfer Weg (Standort)                                       | Wegkreuz                                                     | Sandstein, bezeichnet mit „1874“ | D-4-71-133-10 Wikidata | weitere Bilder |
| Untere Dorfstraße 11 (Standort)                                        | Wohnstallhaus                                                | Eingeschossiger, giebelständiger Satteldachbau, Umfassungsmauern massiv, Giebel Fachwerk, 18. Jahrhundert                                                                                                  | D-4-71-133-11 Wikidata | weitere Bilder |

### Mauschendorf
| Lage                          | Objekt                                      | Beschreibung                                                                  | Akten-Nr.              | Bild           |
| ----------------------------- | ------------------------------------------- | ----------------------------------------------------------------------------- | ---------------------- | -------------- |
| Am Anger 3 (Standort)         | Kleinhaus                                   | Eingeschossiger Satteldachbau, Fachwerk, Mitte 19. Jahrhundert                | D-4-71-133-12 Wikidata | weitere Bilder |
| Ellergrund (Standort)         | Feldmarter                                  | Sandstein, bezeichnet mit 1842                                                | D-4-71-133-18 Wikidata | BW             |
| Geracher Straße 3 (Standort)  | Wohnstallhaus, ehemaliges Gasthaus Jägerruh | Eingeschossiger Satteldachbau mit Zwerchhaus, Fachwerk, bezeichnet mit „1792“ | D-4-71-133-13 Wikidata | weitere Bilder |
| Geracher Straße 10 (Standort) | Kruzifix                                    | Sandstein, bezeichnet mit „1911“                                              | D-4-71-133-17 Wikidata | weitere Bilder |

## Ehemalige Baudenkmäler
| Lage                           | Objekt | Beschreibung        | Akten-Nr.              | Bild |
| ------------------------------ | ------ | ------------------- | ---------------------- | ---- |
| Mauschendorf Marter (Standort) | Marter | 17./18. Jahrhundert | D-4-71-133-14 Wikidata | BW   |